# RS-449
El RS-449 especifica les característiques mecàniques i funcionals de la interfície entre Equip Terminal de Dades (DTE) i Equip Terminal de Circuit de Dades (DCE). Els components estàndard per a l'ús juntament amb el RS-449 són el RS-422 per a senyals balancejats, i el RS-423 per a senyals no balancejats, amb velocitats de transmissió de dades a 2.000.000 bits per segon. L'estàndard especifica dos connectors D-sub amb 37 i 9 forats per als circuits de dades primaris i secundaris. Encara que no s'implementa en computadors personals, aquesta interfície es troba en alguns equips de xarxa. El títol complet original de l'estàndard en anglès és:  EIA-449 General Purpose 37-Position and 9-Position Interface for Data Terminal Equipment and Data Circuit-Terminating Equipment Employing Serial Binary Data Interchange . Aquest estàndard es va retirar el setembre de 1992.